# 夏勤 (东汉)
夏勤（?—?），字伯宗，九江郡寿春县（今安徽省寿县）人，东汉司徒。
夏勤在汉安帝时期作大鸿胪，永初三年（109年）三月十二日，汉安帝太后邓绥将司徒鲁恭罢免，四月初七，将夏勤任命为司徒。元初二年（115年）十二月廿八日，邓绥将司徒夏勤罢免。刘恺继任。